# Clase Thomaston
La clase Thomaston fue un grupo de ocho LSD (landing ship dock) de la Armada de los Estados Unidos.

## Desarrollo

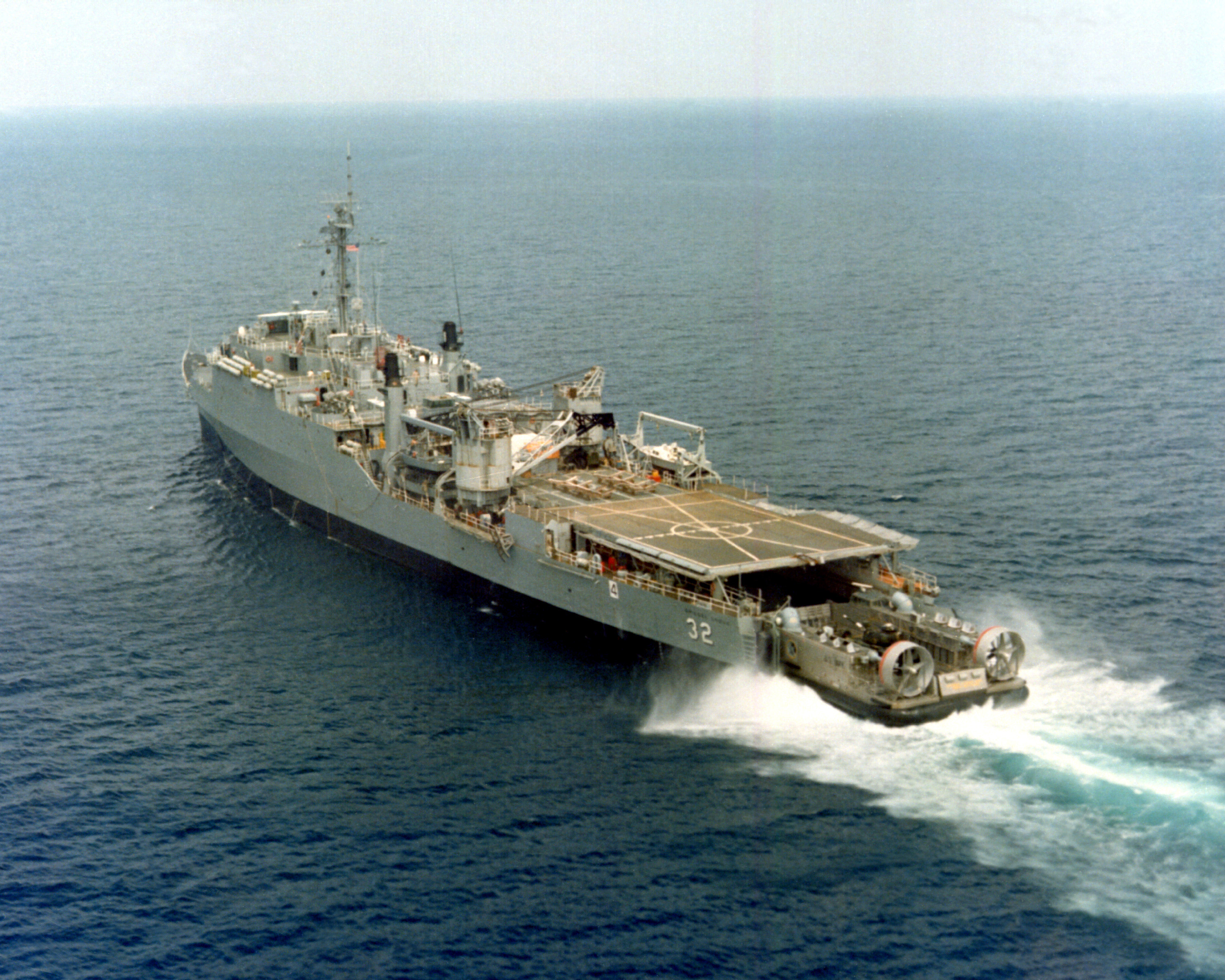
USS Spiegel Grove, año 1984.

La clase Thomaston fue una serie de ocho LSD que reemplazó a todos los LSD de la Segunda Guerra Mundial. 
Los buques de esta clase fueron construidos en los años cincuenta y permanecieron en servicio hasta la década de 1980, siendo sustituidos por los LSD de la clase Whidbey Island.
El USS Thomaston entró en acción en la guerra de Vietnam de 1963 a 1975.

## Buques
| Nombre             | Número | Constructor          | Asignado | Transferido a | Destino  |
| ------------------ | ------ | -------------------- | -------- | ------------- | -------- |
| USS Thomaston      | LSD-28 | Ingalls Shipbuilding | 1954     |               | Retirado |
| USS Plymouth Rock  | LSD-29 | Ingalls Shipbuilding | 1954     |               | Retirado |
| USS Fort Snelling  | LSD-30 | Ingalls Shipbuilding | 1955     |               | Retirado |
| USS Point Defiance | LSD-31 | Ingalls Shipbuilding | 1955     |               | Retirado |
| USS Spiegel Grove  | LSD-32 | Ingalls Shipbuilding | 1956     |               | Retirado |
| USS Alamo          | LSD-33 | Ingalls Shipbuilding | 1956     | Brasil        | Retirado |
| USS Hermitage      | LSD-34 | Ingalls Shipbuilding | 1956     | Brasil        | Retirado |
| USS Monticello     | LSD-35 | Ingalls Shipbuilding | 1957     |               | Retirado |